# Papurana grisea
Papurana grisea es una especie de anfibio anuro de la familia Ranidae.

## Distribución geográfica
Esta especie es endémica del oeste de Nueva Guinea en Indonesia. Se encuentra en las montañas Went en el centro de la provincia de Papua.

## Descripción
Papurana grisea mide hasta 65 mm para los machos y hasta 90 mm para las hembras.

## Publicación original
- Van Kampen, 1913 : Amphibian, gesammelt von der Niederländischen Süd Neu-Guinea-Expedition von 1909-10. Nova Guinea, vol. 9, p. 453-465[6]